# Сардички сабор
Помесни сабор Сардички је одржан 343. године у Сардици, данашњој Софији. Сабор је држан под заштитом западног цара Констанса, који је био присталица одлука Првог васељенског сабора. Сабор је вратио на катедре православне епископе истока, прогнане од аријанаца, а међу њима и Св. Атанасија Александријског. Сабор је донео двадест један канон. Један од учесника био је Гауденције (епископ Наисуса).
Из потписа владика испод дјела Сардичког сабора (данас Софија) 343. године (по Јастребову 347. г.), видимо владике: у Солуну - Аеција, у Скопљу (Дарданија) - Порегодија, у Улцињу - Македонија, у Деоклеанопољу (Дукља, Скадар?) - Басуса.